# Политиканы
«Политика́ны» (англ. Political Animals) — американский мини-сериал, созданный Грегом Берланти и Лоуренсом Марком, премьера которого состоялась 15 июля 2012 года на телеканале USA. В центре сюжета сериала находится Элейн Бэрриш, роль которой исполняет Сигурни Уивер, бывшая первая леди и губернатор штата Иллинойс, в настоящее время занимающая должность госсекретаря США.

## Обзор
Муж Элейн Бэрриш — Бад Хэммонд был популярным президентом США в девяностых, несмотря на внебрачные связи. После ухода из Белого дома, Элейн была избрана губернатором штата Иллинойс. В ночь проигрыша в борьбе за номинацию от партии на выборах Президента, она попросила у мужа развод, а два года спустя стала государственным секретарем. В перерывах между государственной работой, Элейн пытается сохранить свою семью.

## Актёры и персонажи

### Основные персонажи
- Сигурни Уивер — Элейн Бэрриш
- Карла Гуджино — Сьюзан Берг
- Джеймс Уок — Дуглас Хэммонд
- Себастьян Стэн — Томас Хэммонд
- Бриттани Исибаси — Энни Огэми
- Эллен Бёрстин — Маргарет Бэрриш
- Киаран Хайндс — Бад Хэммонд

### Второстепенные персонажи
- Эдриан Пасдар — Пол Гарсетти
- Дилан Бейкер — Фред Кольер
- Роджер Барт — Барри Харрис
- Ванесса Редгрейв — Дайан Нэш
- Игорь Жижикин[3] — министр иностранных дел России
- Меган Фэйхи — Джорджия Гиббонс

## Разработка и производство
30 января 2012 года, USA Network, объявил о производстве сериала из шести эпизодов. 10 февраля 2012 года Джеймс Уок стал первым актёром, получившим роль в проекте, а три дня спустя Бриттани Исибаси получила роль невесты его героя. 6 марта 2012 года Сигурни Уивер присоединилась к проекту как исполнительница ведущей роли, а 9 марта Карла Гуджино получила роль Сьюзан Берг, союзника героини Уивер. 15 марта 2012 года Себастьян Стэн получил роль второго сына героини Уивер, а через неделю было объявлено, что Киаран Хайндс будет играть роль бывшего мужа Элейн и президента. Позже Роджер Барт, Дэн Футтерман и Ванесса Редгрейв присоединились к сериалу в повторяющемся статусе, а Эллен Бёрстин в регулярном, как Маргарет Бэрриш, мать главной героини.

## Реакция

### Отзывы критиков
Пилотный эпизод получил в основном благоприятные отзывы от критиков. Entertainment Weekly описал сериал как «Увлекательную мыльную оперу с хорошей актёрской игрой и политикой». Обозреватель из Los Angeles Times также отметил хорошо снятые элементы мыльной оперы и качество политических сюжетных линий. Тем не менее некоторые обозреватели критиковали сериал за попытку клонирования «Западного крыла», но перенесенного в «Даллас».

### Телевизионные рейтинги
Несмотря на активную рекламную кампанию перед стартом шоу, премьера сериала привлекла лишь 2,6 млн зрителей и 675 тысяч в демографической категории 18-49. Это число стало даже меньше чем собрали повторы сериалов «Закон и порядок: Специальный корпус» и «Морская полиция: Спецотдел» в тот день на канале. Позже президент канала прокомментировал неудачу сериала так: «Это не те цифры, которые мы ожидали, хорошие отзывы от критиков не всегда приводят к высоким рейтингам».

### Награды и номинации
- 2012 — номинация на премию «Спутник» за лучшую женскую роль в мини-сериале или телефильме (Сигурни Уивер).
- 2013 — две номинации на премию «Золотой глобус»: лучший мини-сериал или телефильм, лучшая женская роль в мини-сериале или телефильме (Сигурни Уивер).
- 2013 — премия «Эмми» за лучшую женскую роль второго плана в мини-сериале или телефильме (Эллен Бёрстин), а также 4 номинации: лучший мини-сериал или телефильм, лучшая женская роль в мини-сериале или телефильме (Сигурни Уивер), лучший кастинг для мини-сериала или телефильма (Дэвид Рубин, Дайан Хири), лучшие причёски в мини-сериале или телефильме (Мэри Энн Вальдес, Нэнси Стимак, Коди Армстронг).
- 2013 — номинация на премию Гильдии киноактёров США за лучшую женскую роль в мини-сериале или телефильме (Сигурни Уивер).
- 2013 — номинация на премию Гильдии режиссёров США за лучшую режиссуру в мини-сериале или телефильме (Грег Берланти за пилотный выпуск).
- 2013 — номинация на премию Гильдии сценаристов США за лучший оригинальный телесценарий сценарий — длинная форма (Грег Берланти за пилотный выпуск).
- 2013 — номинация на премию Американского общества специалистов по кастингу за лучший кастинг в мини-сериале или телефильме (Дэвид Рубин, Дайан Хири).

## Эпизоды
| # | Название             | Режиссёр       | Сценарист                                   | Оригинальная дата показа | Зрители в США (миллионы) |
| - | -------------------- | -------------- | ------------------------------------------- | ------------------------ | ------------------------ |
| 1 | «Pilot»              | Грег Берланти  | Грег Берланти                               | 15 июля 2012             | 2,60                     |
| 2 | «Second Time Around» | Бетани Руни    | Грег Берланти и Молли Ньюман                | 22 июля 2012             | 2,28                     |
| 3 | «The Woman Problem»  | Майкл Моррис   | Фил Клеммер, Брайан Петерсон и Келли Содерс | 29 июля 2012             | 1,73                     |
| 4 | «Lost Boys»          | Дэвид Петрарка | Джеффри Нюфтс                               | 5 августа 2012           | 1,75                     |
| 5 | «16 Hours»           | Таккер Гейтс   | Фил Клеммер и Николас Вуттон                | 12 августа 2012          | 1,98                     |
| 6 | «Resignation Day»    | Дэвид Петрарка | Молли Ньюман                                | 19 августа 2012          | 2,34                     |